# Migration (Bonobo)
Migration è il sesto album in studio del DJ britannico Bonobo, pubblicato il 13 gennaio 2017.

## Tracce
1. Migration – 5:27
2. Break Apart (featuring Rhye) – 4:34
3. Outlier – 7:55
4. Grains – 4:28
5. Second Sun – 3:43
6. Surface (featuring Nicole Miglis) – 4:11
7. Bambro Koyo Ganda (featuring Innov Gnawa) – 5:02
8. Kerala – 3:57
9. Ontario – 3:52
10. No Reason (featuring Nick Murphy) – 7:28
11. 7th Sevens – 5:07
12. Figures – 6:08